# Ferran Vilajosana i Sesé
Ferran Vilajosana i Sesé (Barcelona, 1988) és un actor català principalment conegut a Catalunya pel paper que va fer al Canal Super3 com a Roc del 2006 al 2014. També és conegut pels seus papers en pel·lícules com Tengo ganas de ti o Amar es para siempre.

## Filmografia

### Televisió
- El cor de la ciutat, un episodi, com a Noi (2005)
- Club Super3, com a Roc (2006-2014)
- El corazón del océano, com a Pelayo (2014)
- Amar es para siempre, com a Ismael Blasco Santiesteban (2014-2015)
- Com si fos ahir, com a Raül (2020)

### Llargmetratges
- Sing for Darfur, repartiment Dir. Johan Kramer (2008)
- Tengo ganas de ti, com a Luque. Dir. Fernando González Molina (2012)
- Gente que viene y bah (2018)

### Curtmetratges
- Tiempo repetido, repartiment Dir. Carles Velat Angelat (2007)
- Passeig nocturn, com a el fill. Dir. Oriol Rovira (2007)
- Blaumut - Cartes de l'orient, com el net. Dir. Oriol Cuadern (2015)

### Teatre
- Novecento. Dir. Fernando Beurnés
- Macbeth. Dir. Calixto Bieito
- Sis personatges en busca de l'autor. Dir. Joan Ollé
- Antígona. Dir. Teresa Canas
- Cabaret cabró. Dir. Jango Edwards
- Wii. Dir. Raquel Tomàs
- Ensam. Dir. Teresa Vilardell
- History boys. Dir. Josep Maria Pou
- Marburg. Dir. Rafael Durán
- Prime time. Dir. Martí Torras
- Ball de titelles. Dir. Ramón Simó
- Shopping and fucking. Dir. Mark Ravenhill
- La calavera de Connemara. Dir. Iván Morales
- El cojo de Inishmaan. Dir. Gerardo Vera
- La importància de ser Frank. Dir. David Selvas
- El temps i els Conway. Dir. Àngel Llàcer
- La tendresa. Dir. Alfredo Sanzol